# Arcana (manhwa)
Arcana è un manhwa sunjong di So Young Lee. Pubblicata originariamente in Corea del Sud da Daiwon C.I., in Italia è stata importata dalla casa editrice Flashbook Edizioni. Di genere fantasy, la storia si concentra sul patto magico stretto fra uomini e draghi: Arcana.

## Trama
Nel regno di Suare nevica solo ogni cento anni, il fenomeno è legato al patto segreto stretto fra uomini e draghi, secoli prima. Una volta ogni secolo viene scelto un bambino come custode del patto, cui spetta il compito di ristabilire l'ordine e l'alleanza fra le due razze. Einas, vivace bambina col dono di poter parlare con gli animali, è la prescelta. Il mago Kaager, che si è preso cura di lei sinora, la conduce dall'imperatore che, affidatole il Cristallo dei Draghi, la lascia partire per la sua missione per conto dell'umanità, seguita dal misterioso giovane mago Yullen.
Nel corso del viaggio i due si imbattono nel guerriero Kereth, anch'egli interessato al potere del cristallo, che si unisce al gruppo assieme alla piccola scimmietta (un "nyama") Mong, che diventa subito compagno inseparabile di Einas. La bambina sente col tempo crescere un forte sentimento d'attrazione verso i due giovani, che, senza mai averli incontrati prima, le sembrano stranamente familiari. Fatta una sosta nella Terra degli Elfi, Einas acquista di colpo un aspetto di giovane donna, a causa di un incantesimo. Con queste sue nuove fattezze il trio non sfugge alle dinamiche sentimentali di un vero triangolo amoroso anche perché in Einas si risvegliano presto, nella terra incantata, i ricordi delle sue vite passate: lei è stato un tempo Enril, la prima umana a ribellarsi al giogo dei demoni e a stringere il patto coi draghi. Enril sedusse un tempo il re delle creature infernali, Kereth nella sua vita antecedente, e poi lo uccise per liberare il suo popolo; l'intraprendente ragazza aveva inoltre stretto un'alleanza con un drago e, guadagnato il potere magico della distruzione, aveva permesso agli umani di riappropriarsi delle terre appartenenti al popolo delle tenebre. Enril aveva inoltre legato a sé il mezz'elfo Yullen ed egli, divenuto ormai suo compagno nell'eterno circolo di vita e morte voluto dal patto, Arcana, stretto fra la razza degli uomini e quella dei draghi, aveva continuato a seguire la giovane - poi uomo - nelle sue reincarnazioni.
Con questa nuova consapevolezza, Einas riacquista completamente la coscienza di Enril e si appresta a spezzare il circolo dell'Arcana. Scelta una reincarnazione femminile, questa volta la ragazza è disposta a turbare l'imperturbabile ciclo e la tranquillità della Terra per liberare Yullen dal fardello di sacrificio. Il patto, infatti, si è sempre basato sulla morte del corpo temporaneo di Enril (sempre di fattezze maschili perché il potere del drago può essere dominato solo dagli uomini per avere una forza distruttiva) e sul ruolo imposto a Yullen di omicida e devastatore. L'amore che lega i due giovani, porta Enril a resuscitare l'antico nemico e re oscuro Kereth.
Insieme a quest'ultimo, la giovane dichiara guerra ai draghi, per liberare finalmente l'umanità dal rapporto di dipendenza nei confronti delle creature magiche. Insieme alle orde dei demoni Kereth riesce infine a farsi strada nel palazzo dei draghi e, con una spada elfica, a trafiggere il cuore di Yullen per poi morire, esausto. È stata la stessa Enril ad ordinare al re oscuro tale misfatto perché ora, grazie al suo corpo di donna, può impiegare il potere del drago sfruttando le sue capacità di reincarnazione e riportare in vita l'amato mezzelfo.
Terminata la guerra e distrutti il millenario equilibrio e ciclo di morte e reincarnazione dell'Arcana, Enril, Yullen, Kereth possono finalmente vivere liberi, rinati grazie al potere del drago, in un mondo libero da un fato immutabile.

## Personaggi

### Personaggi principali
Einas
Spensierata bambina in grado di parlare con gli animali. Vive con Kaager sin dai primi ricordi che ha, sebbene in sogno spesso riaffori il momento in cui un lupo selvatico ha ucciso i suoi genitori. Considerato il potente mago suo nonno, Einas non si fa problemi a seguirlo anche alla sfarzosa corte dell'imperatore. Lì le viene comunicato che deve partire con il gioiello Cristallo del Drago insieme a Yullen in missione per conto dell'umanità.
Durante il viaggio finisce per esplorare via via la propria sessualità, scoprendosi attratta quasi magneticamente dal mezzelfo e da Kereth. Viene spesso confusa per un ragazzino, in particolare da Kereth, a causa dei suoi modi bruschi e la grande energia.
Suoi compagni sono prima il cane Swod, in realtà lo spirito Zeyer, e poi lo scimmiotto nyama Mong.
Yullen
Mezzelfo figlio di un'elfa e di un drago. Nato da una relazione adulterina, viene scacciato da Elloam, città sacra, ed imprigionato nel GIardino dell'Est. Salvato dal LungheOrecchie Ron, con cui divide parte della sua immortalità, si imbatte in Enril di cui si innamora.
Deciso a seguire la giovane in tutte le sue reincarnazioni, la ama e la odia perché a causa sua è costretto di volta in volta ad interpretare il ruolo dell'assassino: prima uccidendo i genitori dei prescelti per risvegliare la coscienza di Enril, poi nell'uccidere l'amata per rinnovare il patto dell'Arcana. Abituato ormai alle sembianze maschili assunte da Enril, si meraviglia di ritrovarla, dopo 7000 anni dopo il primo patto, nel corpo della bambina Einas. Diffidente, non riesce ad accettare subito l'amore eterosessuale verso la giovane.
Kereth
Un tempo elfo oscuro padrone del regno dell'oscurità, finisce per rimanere affascinato da Enril, battagliera sopravvissuta umana. Pur di sedurla, la rinchiude in una prigione solitaria, riempiendola di regali e promettendole di svelarle il segreto per ottenere il potere magico in grado di risollevare la razza umana. Diviso fra amore ed ambizione, finisce per stregare la giovane con una pianta allucinogena pur di ottenerne i favori e scatenare così il suo odio. La spinge poi facilmente a pugnalare il cuore del drago Verias perché ella possa vendicarsi contro l'elfo oscuro, ma quando egli sta per ucciderla per rubarle il potere del Drago, lei lo distrae baciandolo. A tradimento l'umana lo uccide.
Reincarnato con un corpo umano, Kereth trascorre una vita di agi e di lussuria finché la sorella, a causa sua, non si uccide. Deciso a resuscitare Rachel, inizia un viaggio alla ricerca del Cristallo dei Draghi, così si imbatte in Einas e Yullen.
Enril
Attiva ragazza di un povero villaggio umano, trascorre i propri giorni alla ricerca di avventura, insieme alla sorella Luna e alla nipote Gina. Quando trova un drago nella montagna vicino al villaggio, riesce ad avvicinarsi alla creatura magica finendo per stringerci amicizia.
Quando gli abitanti del villaggio vengono a sapere dell'esistenza del dragone, lo catturano e la bestia, indebolita, cessa di proteggere gli uomini dalle forze oscure. I demoni ne approfittano e muovono guerra agli umani, soggiogandoli o sterminandoli.
Enril è l'unica sopravvissuta. Viene presa schiava da Kereth, signore dei demoni ed elfo oscuro. Nonostante le avances insistenti del giovane, Enril lo respinge, odiandolo per la morte e la distruzione che ha seminato.
Quando questi le regala un fiore allucinogeno, Enril finisce però per cedere al giovane. Quando ritorna in sé, sotto la guida di Kereth, trafigge il cuore di Verias e si appropria del potere del drago. L'elfo oscuro ha cercato di farsi odiare dalla ragazza solo per renderla vessillo del potere magico e poi ucciderla per impadronirsene lui stesso. Enril tuttavia è più veloce e, con un bacio, trapassa il cuore di Kereth con un pugnale.
Ormai dotata del potere del drago, si leva come guida degli umani, liberandoli dal giogo demoniaco. Assume il nome di Bianca Messia e stringe un patto con la razza dei draghi, con gli elfi come testimoni: Arcana. Da allora si reincarna ciclicamente di ragazzo in ragazzo per usare il potere maschile di distruzione del Cristallo del Drago.
Nel corso della sua vita incontra Yullen, di cui si innamora. Il ragazzo diviene, suo malgrado, il pegno su cui si basa il contratto.

### Personaggi secondari

#### Umani
Kaager
Uno dei maghi anziani più famosi e conosciuti tra le terre degli Uomini. Dopo essere succeduto alla carica di grande mago, si è preso la responsabilità di crescere le varie reincarnazioni i Enril fino a che raggiungessero l'età giusta per rinnovare il patto dell'Arcana. Cresce così Einas, facendole credere di essere suo nonno.
L'imperatore
Nonostante la giovane età, Einas vede in lui - in uno dei suoi rari momenti in cui manifesta la coscienza di Enril - una vita stanca ed annoiata. L'imperatore, solitario e ben poco amato dai suoi cortigiani, d'altro canto diffida della bambina che considera troppo giovane ed immatura per poter essere la prescelta fra gli umani.
Rachel
Principessa e sorella di Kereth. Insofferente ai tabù razziali, Rachel finisce per divenire amica e poi amante di una creatura dell'oscurità, il demone alato Neo. La relazione col giovane viene però ostacolata da Kereth che, nonostante i modi libertini e da dongiovanni, malsopporta il tenero sentimento che unisce i due amanti. Rachel trova infine la morte, rimane incerto se da suicida o avvelenata dal fratello, che più volte la minaccia di mettere al corrente l'intero regno della relazione proibita della principessa.

#### Demoni
Neo
Il giovane accompagna Kereth nella sua caccia al Cristallo dei Draghi, senza immaginare di essere stato scelto dal nobile demone Aeshima come successore del defunto elfo oscuro Kereth. Il ragazzo aveva un tempo stretto una relazione con la sorella della reincarnazione umana di quest'ultimo, la principessa Rachelle. L'amore fra i due giovani era tuttavia contrastato dal principe al punto che la ragazza si è infine data la morte. Neo, conscio del senso di colpa di Kereth e della sua missione per resuscitare l'infelice sorella, accompagna allora il giovane, decidendo di divenire suo fedele servitore.
Aeshima
Uno dei demoni di alto rango. Insofferente al potere dispotico di Kereth e al suo amore per gli umani, Aeshima mira da sempre al potere imperiale delle creature dell'oscurità. Quando Kereth l'elfo oscuro muore, Aeshima sceglie Neo come nuovo erede, ben sapendo di poter comandare come un fantoccio il giovane inesperto.
Iya
Servitore di Enril durante il suo soggiorno nella prigione dorata donatagli da Kereth, Iya è un demone che in realtà fa il doppiogioco per conto di Aeshima. Indossate vesti femminili per meglio recitare il lavoro di servitore nei confronti dell'umana prigioniera, Iya finisce per scoprire ben presto che, nonostante la forte infatuazione, Kereth vuole in realtà usare la ragazza per sottrarle il Potere del Drago. Deciso a salvare l'umana, il giorno del rito disubbisce all'elfo oscuro che, già al corrente del fatto che fosse una spia per conto di Aeshima, lo uccide.
Iya, grazie alla sua forte volontà, finisce per essere resuscitato da Lilith che gli dona un nuovo corpo spirituale e lo ribattezza Zeyer.
Nel ciclo di reincarnazioni correnti, Iya si è sempre svelato ad Enril ed ora ha acquisito il controllo del cane Swod, fedele compagno di giochi di Einas.
Lilith
Demone di alto rango e signora dall'incontrastato potere sul mondo dei sogni.
Indipendente e fedele a nessuno, Lilith si finge accondiscendente verso quanti richiedono i suoi favori supplicandole di manipolare i sogni o scrutare nel mondo onirico, in realtà la demone segue i propri piani favorendo prima uno e poi l'altro. Suoi alleati sono Iya/Zeyer, legato a lei da un debito e dalla riconoscenza di aver riacquistato vita nuova, e il potente elfo Ezechiele.

#### Elfi
Ariel
Mezzelfo che Einas, Yullen e Kereth trovano nel bosco. Egli è l'amante dell'elfa di sangueblu Reana, figlia del padrone del Giardino dell'Est. Essendo la giovane amata caduta in stato catatonico a causa di un incantesimo del padre, che desiderava impedire ad ogni costo gli amori fra la nobile figlia e il servo mezzelfo, Ariel chiede aiuto al trio di viaggiatori.
I tre, nonostante gli sforzi, falliscono nel risvegliare la giovane, ma uccidono Reyva, padre di Reana. Ad Ariel non resta che ringraziare il gruppo ed aspettare con fiducia che un giorno l'amata si risvegli.
Reyva
Padrone del Giardino dell'Est, ultima propaggine della Terra degli Elfi, al limitare con il regno degli uomini. Affascinato dalle magie oscure, Reyva ha da tempo perso la sua purezza spirituale, finendo per perdere il suo titolo di grande mago e il rispetto degli elfi purosangue. Geloso dell'unica figlia, appena scopre l'amore che la lega al servo mezzelfo, le lancia un incantesimo di sigillo gettandola in un coma irreversibile.
Ezechiele
Uno dei più grandi maghi elfici. Possessore originario della lama magica di Kereth, Ezechiele ha tempo addietro iniziato a dedicarsi alla magia oscura, la magia proibita, avvicinandosi alle creature infernali quali Lilith.
Insieme alla demone ambisce segretamente al potere del Cristallo del Drago.
Suo amante è Lord Minos, grande mago elfico ora ridotto alle sembianze di un ragazzo.
Minos
Padrone del castello posto fra il livello più esterno delle terre degli elfi e quello mediano, Minos ha usato la magia oscura per inseguire il suo desiderio di eterna giovinezza. Logorato dagli incantesimi ha perso la sua immortalità finendo per invecchiare al contrario, acquistando ovvero via via un aspetto più giovane. Da tempo amante di Ezechiele, egli non rinuncia tuttavia a concedersi effimere scappatelle con donne e uomini, nella sua ricerca edonistica del piacere.
Lady Preia
Una delle elfe più pure, risiede nella sacra terra di Elloam.
Sempre velata dalla testa ai piedi, soccorre Yullen quando la serva Mina lo trova svenuto nei giardini del palazzo. Affettuosa e particolarmente legata al giovane, Preia è in realtà la reincarnazione della madre del ragazzo, che un tempo concepì con un drago, Verias.
Mina
Serva di Preia. Curiosa e ciarliera, è lei a soccorrere Yullen una volta ritornato nelle terre sacre degli elfi.

#### Draghi
Verias
Padre di Yullen ed uno dei pochi draghi che ha preferito concedersi di provare dei sentimenti, tradendo la sua natura di creatura superiore. È anche il primo drago ad avventurarsi nel mondo degli uomini, terra in cui si imbatte nella giovane Enril, ancora bambina. Stretta amicizia con la piccola umana, concede a lei i suoi poteri stringendo con un bacio un patto magico.

## Manhwa
| Nº | Data di prima pubblicazione | Data di prima pubblicazione | Data di prima pubblicazione | Data di prima pubblicazione |
| Nº | Coreano                     | Coreano                     | Italiano                    | Italiano                    |
| -- | --------------------------- | --------------------------- | --------------------------- | --------------------------- |
| 1  | 15 agosto 2003              | —                           | 14 settembre 2004           | ISBN 978-88-883-8892-2      |
| 2  | 15 dicembre 2003            | —                           | 18 gennaio 2005             | ISBN 978-88-883-8893-9      |
| 3  | 30 aprile 2004              | —                           | 3 ottobre 2005              | ISBN 978-88-883-8894-6      |
| 4  | 31 luglio 2004              | —                           | 14 dicembre 2005            | ISBN 978-88-883-8895-3      |
| 5  | 30 gennaio 2005             | —                           | 14 marzo 2006               | ISBN 978-88-895-8359-3      |
| 6  | 30 maggio 2005              | —                           | 30 marzo 2006               | ISBN 978-88-895-8360-9      |
| 7  | 15 settembre 2005           | —                           | 13 giugno 2006              | ISBN 978-88-895-8361-6      |
| 8  | 30 gennaio 2006             | —                           | 1 agosto 2006               | ISBN 978-88-883-8894-6      |
| 9  | 30 giugno 2006              | —                           | 9 ottobre 2006              | ISBN 978-88-895-8389-0      |
| 10 | 30 novembre 2007            | —                           | 29 marzo 2009               | ISBN 978-88-895-8390-6      |
| 11 | 30 settembre 2008           | —                           | 30 settembre 2009           | ISBN 978-88-616-9125-4      |